# Keleti-Hippolyt-árok
A Keleti-Hippolyt-árok egy lefolyástalan vízfolyás a Fejér vármegyei Gárdony, Zichyújfalu és Szabadegyháza települések közigazgatási területén.

## Földrajza
Gárdony város közigazgatási területén, a település központjától délnyugatra, egy Pálmajor melletti erdőben ered. Forráspontjától mintegy másfél kilométerre átlép Zichyújfalu területére, majd körülbelül 500 méter méter megtétele után bekötése nyílik a Zichy-tóba. Ezután több kisebb vízfolyás vizét befogadva a forrástól nagyjából 3 kilométerre felveszi a Zichy-tó vizét az azt elvezető csatornán keresztül, majd a Zichyújfaluhoz tartozó Barákapuszta előtt és után is több vízfolyás beletorkollik. Mielőtt elérné Szabadegyháza-Hippolitpusztát, átfolyik a Pusztaszabolcs–Székesfehérvár-vasútvonal alatt. Hippolitpuszta után szintén belecsatlakozik több árok, majd a 6209-es út és a Pusztaszabolcs–Pécs-vasútvonal alatt átfolyva vize Szabadegyháza község mellett, a Nyugati-Hippolyt-árokkal közös torkolatot alkotva a Büdös-tóba ömlik. A Büdös-tó nem rendelkezik kapcsolattal a Dunához, így a vízgyűjtő terület lefolyástalan.

## Környezete
A Keleti-Hippolyt-árok vízgazdálkodási szempontból az Észak-Mezőföld és Keleti-Bakony vízgyűjtő-tervezési alegység működési területéhez tartozik. Környéke vizes élőhelyekben gazdag ökológiai folyosó. A Zichy-tótól északra, a Buhini-erdő környékén mocsaras árterületet alkot, amely vadvédelmi területnek minősül. A Zichy-tótól délre a Keleti-Hippolyt-árok szántóterületek és legelők váltakozó táján folyik keresztül a Mezőföld észak-déli irányú völgyeinek egyikét mélyítve.

## Part menti települések
- Zichyújfalu
- Barákapuszta
- Hippolytpuszta
- Szabadegyháza